# Jorge Segura
Jorge Andrés Segura Portocarrero (Zarzal, Valle del Cauca, 18 de enero de 1997) es un futbolista colombiano. Juega como defensa central y actualmente juega en el Zúrich de la Superliga de Suiza.

## Trayectoria

### Envigado F. C.
El 18 de marzo de 2015 debuta en el empate a un gol frente a Leones por la Copa Colombia 2015.

El 10 de abril de 2016 debuta en la Categoría Primera A del fútbol colombiano en la goleada 4 por 0 sobre Fortaleza. Su primer gol como profesional lo anota el 21 de agosto en la victoria 4 a 1 como visitantes en casa de Rionegro Águilas, el 20 de noviembre le da la victoria a su club por la mínima sobre Cortuluá.

Su último partido con el club lo jugó el 25 de mayo de 2017 en la derrota 3-1 como visitantes frente a Patriotas Boyacá.

### Real Valladolid B
El 19 de junio se confirma el fichaje del Watford de la Premier League por el joven jugador quien ya tenía contrato desde febrero con el club. Pero es cedido al Real Valladolid B de España.

### Independiente Medellín
El 6 de febrero de 2018 se confirma su regreso a Colombia para jugar con el Independiente Medellín. Termina su paso por el rojo paisa con el subcampeonato en el Torneo Finalización 2018 ante Junior.

### Atlas
Para el año 2019 es cedido al Atlas de la Liga MX. El 19 de agosto anota su primer gol, ante Cruz Azul. En diciembre de 2019 se confirma que el club mexicano no ejercería la opción de compra por el zaguero, por lo que termina su vinculación luego de un año con los roji-negros.

### Atlético Nacional
Para el año 2020 es cedido al Atlético Nacional de la Categoría Primera A.

## Selección nacional
Es convocado por la Selección Colombiana sub-20 para disputar el Campeonato Sudamericano Sub-20 en Ecuador.

### Participaciones en juveniles
| Competición                            | Sede    | Resultado    | Partidos | Goles |
| -------------------------------------- | ------- | ------------ | -------- | ----- |
| Campeonato Sudamericano Sub-20 de 2017 | Ecuador | Primera fase | 4        | 0     |

## Estadísticas
| Club                              | Div.                | Temporada           | Liga  | Liga  | Copas Nacionales | Copas Nacionales | Torneos Internacionales | Torneos Internacionales | Total | Total |
| Club                              | Div.                | Temporada           | Part. | Goles | Part.            | Goles            | Part.                   | Goles                   | Part. | Goles |
| --------------------------------- | ------------------- | ------------------- | ----- | ----- | ---------------- | ---------------- | ----------------------- | ----------------------- | ----- | ----- |
| Envigado F. C. · Colombia         | 1ª                  | 2015                | 0     | 0     | 3                | 0                | -                       | -                       | 3     | 0     |
| Envigado F. C. · Colombia         | 1ª                  | 2016                | 23    | 2     | 7                | 0                | -                       | -                       | 30    | 2     |
| Envigado F. C. · Colombia         | 1ª                  | 2017                | 8     | 0     | 4                | 0                | -                       | -                       | 12    | 0     |
| Envigado F. C. · Colombia         | Total club          | Total club          | 31    | 2     | 14               | 0                | 0                       | 0                       | 45    | 2     |
| Real Valladolid B · España        | 3ª                  | 2017-18             | 16    | 2     | 0                | 0                | 0                       | 0                       | 16    | 2     |
| Real Valladolid B · España        | Total club          | Total club          | 16    | 2     | 0                | 0                | 0                       | 0                       | 16    | 1     |
| Independiente Medellín · Colombia | 1ª                  | 2018                | 26    | 0     | 2                | 0                | 1                       | 0                       | 29    | 0     |
| Independiente Medellín · Colombia | Total club          | Total club          | 26    | 2     | 2                | 0                | 1                       | 0                       | 29    | 2     |
| Atlas · México                    | 1ª                  | 2018-19             | 8     | 0     | 2                | 0                | 0                       | 0                       | 10    | 0     |
| Atlas · México                    | 1ª                  | 2019-20             | 10    | 1     | 1                | 0                | 0                       | 0                       | 11    | 1     |
| Atlas · México                    | Total club          | Total club          | 18    | 1     | 3                | 0                | 0                       | 0                       | 21    | 1     |
| Atletico Nacional · Colombia      | 1a                  | 2020                | 8     | 0     | 1                | 0                | 0                       | 0                       | 9     | 0     |
| Atletico Nacional · Colombia      | Total club          | Total club          | 8     | 0     | 1                | 0                | 0                       | 0                       | 9     | 0     |
| América de Cali · Colombia        | 1a                  | 2021                | 14    | 0     | 6                | 0                | 0                       | 0                       | 20    | 0     |
| América de Cali · Colombia        | 1a                  | 2022                | 12    | 0     | 1                | 0                | 2                       | 0                       | 15    | 0     |
| América de Cali · Colombia        | Total club          | Total club          | 26    | 0     | 7                | 0                | 2                       | 0                       | 35    | 0     |
| Total en su carrera               | Total en su carrera | Total en su carrera | 125   | 5     | 27               | 0                | 3                       | 0                       | 155   | 5     |